# Ischnomera sveci
Ischnomera sveci es una especie de coleóptero de la familia Oedemeridae.

## Distribución geográfica
Habita en Turquía.